# みつばちマーヤの冒険
『みつばちマーヤの冒険』（みつばちマーヤのぼうけん）は、ドイツの作家ワルデマル・ボンゼルス著の児童文学作品。また、同作を原作として日本で制作されたテレビアニメ。1975年より日本及び、44カ国語に吹き替えられ世界各国で放映された。

## 原作
ハンブルク生まれの作家、児童文学者のワルデマル・ボンゼルスが1912年に発表した『みつばちマーヤの冒険』（原題：Die Biene Maja und ihre Abenteuer、直訳すると『みつばちマーヤとその冒険』）が原作。

## ストーリー
とある古城の下にミツバチの巣（お城）があった。そこで生まれ育ったマーヤはやがて、外の世界に出てみたいと思いが生まれてきたのだった。彼女は、毎日毎日同じ事の繰り返しのお城での生活が、馴染めないのだった。ある日マーヤは、隙をついて逃げ出し親友のウイリーと一緒に外の世界で生活していくことに。バッタのフィリップとの出会い、自然の中で繰り広げられる騒動などいろいろな事を通してマーヤとウイリーは、一歩ずつ成長してゆく…。やがてスズメバチがミツバチの城を襲ったとの知らせを聞き城に戻ったマーヤとウイリーは他のミツバチ達とスズメバチ相手に共闘し勝利、マーヤは新しく生まれてくるミツバチの教育係となるのであった。

### 主な登場動物・昆虫
- マーヤ

声 - 野村道子（1）、あきやまるな（2）、たなか久美（3）、春名風花（劇場版）、西原久美子（OVA）
主人公。メスのミツバチ。好奇心にあふれており、時折危険な目に遭うこともある。その際はカッサンドラ先生はじめ大人のミツバチから叱責を受けるも聞く耳を持たないことすら多々ある。序盤でミツバチの国を脱走し、バッタのフィリップをはじめさまざまな虫たちとの関わりを通じて外の世界を身体で体験し成長していく。終盤でスズメバチの捕虜になり、スズメバチたちが故郷のミツバチの国を襲撃しようとしているという計画を知ったため隙をついて脱走し帰還。他のミツバチ達と共に勇敢に戦い、スズメバチを撃退することに成功した。その後は女王に外の世界での経験を買われ、新しく子バチの教育係として任命される。
- ウイリー

声 - 野沢雅子（1、2、劇場版）、中山依里子（3）、こおろぎさとみ（OVA）
元々はアニメオリジナルキャラクター。準主人公格のオスのミツバチ。いつものんきだが、お城の中では優秀で通っている。フィリップからは「優等生」と呼ばれることもしばしば。ミツバチの国を無断で抜け出したマーヤを連れ戻しにやってきたが、結局お共として旅に同行することになる。「故人曰く〜…」が口癖で、故郷の先人の知恵を生かして外の世界で危機的状況に陥った際も困難に立ち向かおうとするが、少々頼りないところがある。
- フィリップ

声 - 永井一郎（1）、沢りつお（2）、金本涼輔（3）、小林裕介（劇場版）
元々はアニメオリジナルキャラクター。この物語の語り手のトノサマバッタで、視聴者の案内役でもあり時々こちらに語りかけてくる。ミツバチの巣を飛び出したマーヤとウイリーの旅に同行し、虫たちの生き方や自然の厳しさなどを教えていく。また、次回予告も彼が担当している（その際はほとんどの回で『わっすれるんじゃなーいよっ』というお決まりの台詞で締めくくっていた）。
- カッサンドラ先生

声 - 麻生美代子（1）、山田礼子（2）、衣嶋志野（3）、山田悠希（劇場版）
マーヤとウイリーら子バチの先生。彼らがミツバチの国で規律正しく安全に生きていけるよう、時に優しく、時に厳しく子バチたちを教育する。原作・アニメでは年配のメスミツバチだが、映画版ではやや若め。
- テクラ

声 - 沢田敏子（1・8話のみ）、沼波輝枝（1・10話以降）、高橋和枝、上村典子（2）、三島史保梨（劇場版）
年老いたメスのジョロウグモで、マーヤを捕食しようと襲ってくる恐ろしい敵。バイオリンを演奏するのが趣味。アニメ版第1作・映画版では恐怖の象徴としての描写が目立つが、アニメ版第2作では気のいいおばさんとして登場しており、のど自慢大会ではチョウチョ婦人の喉を潰そうとするなど多少いじわるな面はあるものの虫を捕食したりするようなことは一切ない。
- クルト

声 - はせさん治（1）
原作では腐食性甲虫の一種、アニメ第1作ではカブトムシのオスで、雨宿りの最中マーヤと知り合う。イフイというコオロギの恋人がいる。気取り屋で森の王様昆虫であると自称しており、テクラに捕まったマーヤを助けた張本人である。しかしひっくり返ったら自力で起き上がらなくなるのが弱点で、獲物をとられて怒りを買ったテクラに危うく捕食されそうになるがマーヤとウイリーに起こしてもらい命拾いした。前述の流れは原作でもほぼ同じだが、原作ではミミズのマックスを引きちぎって捕食してしまう。アニメ第2作ではなぜかハナムグリのペピの名前が彼と同名の「クルト」に変更されている。
- ペピ

声 - 滝口順平（1）、福士秀樹（2）
原作ではハナムグリ、アニメではフンコロガシとハナムグリを混合させたような性質の甲虫のオス。アニメ第1作では自身を「貴族」だと言い張っているが、周囲から糞玉を丸めていることで汚物扱いされていた。しかしマーヤから「あなたは貴族よ」との言葉を貰ったことで大喜びしていた。妻がおり、花の中に住まいがある。アニメ第2作ではなぜか「クルト」という名前に変更されて登場し（恐らく制作陣が原作・第1作目に登場するカブトムシの「クルト」と混合していたと思われる）、糞玉ではなく泥玉を丸めている。
- シュヌック

声 - 野田圭一（1）
原作ではドイツに分布する大型のトンボ（恐らくCordulegaster boltoniiではないかと思われる）、アニメ第1作ではオニヤンマのオス。マーヤと知り合ったハエのクリストフを捕食し、マーヤのことも食べてしまおうとしていたが「私には針があるわよ」と脅され捕食するのをやめた。昆虫採集に訪れる少年を恐れており、翅を引きちぎられそうになるもののマーヤに助けてもらう。
- マックス

声 - 田の中勇（1）、速水奨（2）、慶長佑香（3）
オスのミミズ。基本何もできないので他の虫たちからいつも馬鹿にされていたが、マーヤから「あなたはいつも土を綺麗にしてくれているじゃない」と言われ、本来の自分を取り戻す。原作ではクルトに捕食されてしまう。

## テレビアニメ版

### 第1作『みつばちマーヤの冒険』
1975年4月1日から1976年4月20日の毎週火曜日19時30分〜20時00分 に朝日放送（ABC）制作・NET（現:テレビ朝日）系列で放送、全52話。
監督は当初、遠藤政治が担当していたが共同制作していた海外のテレビ局からクレームが付き降板している。後を引き継いだのが『トムソーヤーの冒険』、『牧場の少女カトリ』の斉藤博。アニメーション制作会社は日本アニメーション。ただし、前期の一部分は、前身のズイヨー映像が制作している（制作会社変更のため）。※詳しくは、ズイヨー映像の項を参照。
従って、エンディングの終わりのクレジットで制作は、第6話まで「朝日放送（ABCテレビ）・ズイヨー映像・アポロフイルム」だったが、第7話より「朝日放送・日本アニメーション(株)・アポロフイルム」となっている。

#### 声の出演
- マーヤ:野村道子
- ウイリー・シギゾウムシ:野沢雅子
- フィリップ（※次回予告ナレーターも兼務）・アリの隊長・シオカラトンボ・マツモムシ:永井一郎
- カッサンドラ先生:麻生美代子
- モンシロチョウのジェーン:増山江威子
- カメムシ・ウイラード（カブトムシ）:八代駿
- トタテグモ・カナブン・番兵・クモ・アリ・コオイムシ・カメムシ・クサカゲロウ:峰恵研
- 番兵・アマガエル:矢田耕司
- ミツバチ・チョウ・キクイムシの幼虫・ハキリバチ・カタツムリの母・ミツバチの子供・テントウムシ・重臣・ミノムシ:千々松幸子
- シロアリ・ハナアブ・ホソヒラタアブ・隊長アリ:肝付兼太
- マルハナバチ・門番・カマキリ・コクサグモの雄・キノカワガ・トラフカミキリ・クモ:立壁和也
- ウスバカゲロウ:三田松五郎
- 五令幼虫・タガメ:緒方賢一
- ハエ・カタツムリの子・チョウ:杉山佳寿子
- オトシブミのママ:吉田理保子
- ムカデ・門番・衛兵・オトシブミのパパ・シオカラトンボ・フランツ（イナゴ）・シデムシ・フラップ（フィリップの弟）:キートン山田
- オトシブミの幼虫・バッタの一齢幼虫:貴家堂子
- コウモリガ・斥候:菊池紘子
- アブラゼミ:高橋和枝
- カマキリ・ミズカマキリ・ゲンゴロウ:水鳥鉄夫
- オトシブミ・チョウ・アブラムシ:川島千代子
- ジャック（スズメガ）・バート（ミツバチ）:増岡弘
- ペピ:滝口順平
- シュヌック（オニヤンマ）:野田圭一
- クリストフ・プック:富田耕生
- カタツムリの子:出口友子
- モニカ:小沢かおる
- クルト（カブトムシ）:はせさん治
- 人間の老人:宮内幸平
- アケビコノハ・ミミズ:田の中勇
- スズメバチ・ナナフシ・ゲンゴロウ:加藤修
- スズメバチ:沢りつお
- スズメバチの女王:沢田敏子
- テクラ:沢田敏子(8話のみ)、沼波輝枝
- テントウムシ:富山敬
- スズメバチの重臣・スズメバチ:渡部猛
- ミツバチの子供・チョッキン（ハサミムシ）・オサムシ:曽我部和恭
- 司令官:東美江
- 女王・アゲハチョウ:坪井章子
- ムカデ:森功至
- カタツムリ・ウェルナー（ミミズ）:神山卓三
- ヘンリー先生（カタツムリ）:槐柳二
- ガムシ・テントウムシ:里見たかし
- ジョン（人間の少年）:長久勲雄
- メリー（人間の少女）:冨永みーな
- ウイバー将軍（ハナアブ）:塩見竜介
- カワゲラ・ヤドリバエ:山本圭子
- トビゲラ・メアリー（カブトムシ）・カタツムリ・ミノムシ・コクサグモの雌・トックリバチ・テントウムシ:つかせのりこ
- ハロルド（小鳥）:堀絢子
- キティー（ノミ）:白石冬美
- テントウムシ:里見たかし
- テントウムシ:和久井節緒
- ヒゲコガネ:相模太郎
- アブラムシ:井上和彦
- クロアナバチ:松尾佳子

#### スタッフ
- 原作：W・ボンゼルス
- 製作：本橋浩一
- 構成：高橋二三
- 音楽：大柿隆
- 主題歌：伊勢正三
- キャラクターデザイン：白梅進（メインキャラクター・初期）・野部駿夫（中期・後期）[要出典]
- 美術監督：井岡雅宏
- 撮影監督：黒木敬七
- 録音監督：浦上靖夫
- 整音：中戸川次男（APU）
- 効果：石田サウンド（現：フィズサウンド）　加藤昭二
- 録音スタジオ：新坂スタジオ
- 録音制作：オーディオ・プランニング・ユー
- 作画：トップクラフト　窪秀己　平川やすし　兼森義則　及川博史・土田プロダクション　近藤英輔　三重野要一・モドキ（もどき）プロダクション　小川隆雄　吉橋節　谷田部雄次　野田拓実　白土理徳　芦田豊雄　 野館誠一　望月敬一郎　さかいあきお　海老沢幸男　江崎桂子・山下プロ　山下征二　阿部司　寺司重幸　渋谷早苗　鹿島恒保　小和田良博　佐藤徹・アニメルーム　岡迫亘弘　宇田川一彦　神宮さとし・αプロ　みぶおさむ　森安夫　木村圭市郎　神林美雪　栗原達夫
- 動画チェック：水田めぐみ（後期の一部はクレジット無しなので不明）
- 背景：番野雅好（ズイヨー映像→日本アニメーション）・ビックスタジオ　坂本信人・アトリエ69<現･アトリエローク>工藤剛一　川本征平・サンアート　山口俊和
- 彩色：スタジオキリー　岩切紀親　豊長真一　内田節子・古都美スタジオ　塩谷天子　山田恵己子　石田康実　他
- 仕上検査：宇野薫
- 撮影：トランスアーツ　熊瀬哲郎・岡崎幸男
- 編集：古川雅司・越野寛子・岡安肇
- 現像：東京現像所
- アシスタントディレクター：小園井常久・腰繁男（腰茂男）・藤原哲英
- 制作進行：田村学・細田伸明・出町明・池田忠敬・竹内純一郎　他
- 制作デスク：遠藤重夫
- 制作協力：東北新社
- プロデューサー：大場伊紘（日本アニメーション）
- 監督：遠藤政治、斉藤博（現在は斎藤博に統一されている）
- 企画・製作：日本アニメ企画・日本アニメーション株式会社
- 制作：朝日放送・ズイヨー映像・日本アニメーション株式会社・タウラスフィルム　→社名変更後（アポロフイルム（旧西ドイツ）

#### 主題歌
オープニングテーマ
『みつばちマーヤの冒険』
歌 - チータとみつばち合唱団 / 作詞・作曲 - 伊勢正三 / 編曲 - 小山恭弘 / 発売元 - クラウンレコード
エンディングテーマ
『おやすみマーヤ』（第1話 - 第43話、第50話 - 第52話）
歌 - チータとみつばち合唱団 / 作詞・作曲 - 伊勢正三 / 編曲 - 小山恭弘 / 発売元 - クラウンレコード
『真珠色のワルツ』（第44話 - 第49話）
歌 - 前川陽子 / 作詞 - 丹古晴己 / 作曲・編曲 - はやしこば / 発売元 - 日本コロムビア

#### 各話リスト
| 話 | 放送日        | サブタイトル             | 脚本     | 絵コンテ   | 作画監督          |
| -- | ------------- | ------------------------ | -------- | ---------- | ----------------- |
| 1  | 1975年 4月1日 | マーヤの誕生             | 笹ひかる | 笹ひかる   | 野部駿夫          |
| 2  |               | 夢のある誓い             | 高橋二三 | 小林三男   | 野部駿夫          |
| 3  |               | ひかりの中へ             | 金沢一   | 池野文雄   | 野部駿夫          |
| 4  |               | 故郷をあとに             | 笹ひかる | 山崎修二   | 野部駿夫          |
| 5  |               | バラにはトゲと蜜がある   | 金沢一   | 山崎修二   | 野部駿夫          |
| 6  |               | トンボのシュヌック       | 金沢一   | 山崎修二   | 野部駿夫          |
| 7  |               | 家バエのプック           | 笹ひかる | 小林三男   | 野部駿夫          |
| 8  |               | クモと子守歌             | 高橋二三 | 笹ひかる   | 野部駿夫          |
| 9  |               | 雨やどり                 | 高橋二三 | 池野文雄   | 野部駿夫          |
| 10 |               | 巣立ちの詩               | 高橋二三 | 小林三男   | 野部駿夫          |
| 11 |               | みみずはみみず           | 高橋二三 | 池野文雄   | 野部駿夫          |
| 12 |               | 迷子さわぎ               | 高橋二三 | 池野文雄   | 野部駿夫          |
| 13 |               | アリになったウイリー     | 高橋二三 | 小華和為雄 | 野部駿夫          |
| 14 |               | ハサミ虫の家族           | 高橋二三 | 池野文雄   | 野部駿夫 小川隆男 |
| 15 |               | マーヤの約束             | 高橋二三 | 山崎修二   | 野部駿夫          |
| 16 |               | フィリップの大ピンチ     | 高橋二三 | 池野文雄   | 野部駿夫 小川隆男 |
| 17 |               | 100の心と100の足         | 高橋二三 | 山崎修二   | 野部駿夫          |
| 18 |               | 雨蛙のしっぱい           | 高橋二三 | 池野文雄   | 野部駿夫          |
| 19 |               | 風をさけて               | 高橋二三 | 高橋資裕   | 野部駿夫 小川隆男 |
| 20 |               | 土の中の仲間たち         | 高橋二三 | 池野文雄   | 野部駿夫          |
| 21 |               | 困ったおばあさん         | 高橋二三 | 山崎修二   | 野部駿夫          |
| 22 |               | マーヤの一日隊長         | 高橋二三 | 高橋資裕   | 野部駿夫 小川隆男 |
| 23 |               | 跳べ! フィリップ         | 高橋二三 | 池野文雄   | 野部駿夫          |
| 24 |               | セミの歌                 | 高橋二三 | 池野文雄   | 野部駿夫          |
| 25 |               | アリの子6番              | 高橋二三 | 山崎修二   | 野部駿夫 小川隆男 |
| 26 |               | コオロギのメロディ       | 高橋二三 | 池野文雄   | 野部駿夫 小川隆男 |
| 27 |               | 命がけの旅               | 高橋二三 | 村山修     | 野部駿夫          |
| 28 |               | にせものに御用心         | 高橋二三 | 高橋資裕   | 野部駿夫 小川隆男 |
| 29 |               | イナゴがやってくる       | 高橋二三 | 池野文雄   | 野部駿夫 小川隆男 |
| 30 |               | マーヤのお願い           | 高橋二三 | 高橋資裕   | 野部駿夫          |
| 31 |               | 大きくなりたい           | 高橋二三 | 池野文雄   | 野部駿夫 小川隆男 |
| 32 |               | カボチャ畑は大騒ぎ       | 高橋二三 | 菊地一     | 野部駿夫          |
| 33 |               | 逃げろや逃げろ           | 高橋二三 | 池野文雄   | 野部駿夫 小川隆男 |
| 34 |               | おうちがほしい           | 高橋二三 | 菊地一     | 野部駿夫          |
| 35 |               | 水の中のお友達           | 高橋二三 | 高橋資裕   | 野部駿夫 小川隆男 |
| 36 |               | ママになったマーヤ       | 高橋二三 | 菊地一     | 野部駿夫          |
| 37 |               | 大きな大きなウイラード   | 高橋二三 | 池野文雄   | 野部駿夫 小川隆男 |
| 38 |               | 二人のフィリップ         | 高橋二三 | 菊地一     | 野部駿夫          |
| 39 |               | ノミの子キティ           | 高橋二三 | 高橋資裕   | 野部駿夫 小川隆男 |
| 40 |               | 雪の中のマーヤ           | 高橋二三 | 池野文雄   | 野部駿夫          |
| 41 | 1976年 2月3日 | 春がきたきた             | 高橋二三 | 高橋資裕   | 野部駿夫          |
| 42 | 2月10日       | 蛾のジャック             | 高橋二三 | 高橋資裕   | 野部駿夫 小川隆男 |
| 43 | 2月17日       | アリの牧場               | 高橋二三 | 池野文雄   | 野部駿夫          |
| 44 | 2月24日       | マーヤの穴ぼこ作戦       | 高橋二三 | 高橋資裕   | 野部駿夫 小川隆男 |
| 45 | 3月2日        | ほらふきゴキブリ         | 高橋二三 | 池野文雄   | 野部駿夫          |
| 46 | 3月9日        | 新しいお友達             | 高橋二三 | 高橋資裕   | 野部駿夫 小川隆男 |
| 47 | 3月16日       | 一人ぽっちのチャンピオン | 高橋二三 | 高橋資裕   | 野部駿夫          |
| 48 | 3月23日       | ハエの卵騒動             | 高橋二三 | 池野文雄   | 野部駿夫 小川隆男 |
| 49 | 3月30日       | みつばちのバート         | 高橋二三 | 池野文雄   | 野部駿夫          |
| 50 | 4月6日        | アリの子アンソニー       | 高橋二三 | 高橋資裕   | 野部駿夫 小川隆男 |
| 51 | 4月13日       | スズメ蜂のワナ           | 高橋二三 | 池野文雄   | 野部駿夫          |
| 52 | 4月20日       | お帰りマーヤ             | 高橋二三 | 高橋資裕   | 野部駿夫 小川隆男 |

#### 放送局
- 朝日放送（制作局、現：朝日放送テレビ）
- 北海道テレビ：火曜 19:30 - 20:00[3]
- 青森テレビ：木曜 18:00 - 18:30[4]
- 秋田テレビ：金曜 19:00 - 19:30[5]
- 山形放送：金曜 17:00 - 17:30[6]
- 宮城テレビ：日曜 8:00 - 8:30（1975年9月まで）[7]
  - 東日本放送：火曜 19:30 - 20:00（1975年10月開局から） [8]
- 福島中央テレビ：月 - 金曜 17:00 - 17:30[9]
- NET：火曜 19:30 - 20:00
- 新潟総合テレビ：水曜 16:15 - 16:45[10] → 水曜 17:10 - 17:40[11]
- テレビ静岡：土曜 12:30 - 13:00[12]
- 信越放送：金曜 17:15 - 17:45[13]
- 北日本放送：月曜 16:52 - 17:20（1976年6月14日放送開始）[14]
- 石川テレビ：水曜 18:00 - 18:30[15]
- 福井テレビ：水曜 18:00 - 18:30[15]
- 名古屋テレビ：火曜 19:30 - 20:00[16]
- 山陰放送：火曜 18:00 - 18:30[17]
- 広島ホームテレビ：日曜 8:30 - 9:00（1975年9月まで）→  火曜 19:30 - 20:00（1975年10月7日から）
- 瀬戸内海放送：火曜 19:30 - 20:00（1975年10月7日放送から） →  本放送終了後の再放送では全話放送された[18]。
- 南海放送：木曜 17:55 - 18:25[19]
- 高知放送：木曜 18:00 - 18:30[19]
- 九州朝日放送：火曜 19:30 - 20:00[20]
- 長崎放送：木曜 18:00 - 18:30[20]
- 大分放送：水曜 18:00 - 18:30[19]
- 鹿児島テレビ：水曜 17:20 - 17:50[21]

#### ネット配信
- 日本アニメーションがYouTubeに設置した「日本アニメーション・シアター」で、2025年7月24日から毎週火曜日20:00（JST）より3本まとめて配信されている。

### 第2作『新みつばちマーヤの冒険』
まず1979年にアニメ化され。1982年10月12日から1983年9月27日の毎週火曜日19時30分〜20時00分 にテレビ大阪制作・テレビ東京等で放送、全52話。
アニメーション制作会社は前作と同じであるが、スタッフ、キャスト共大幅な変更が行われている。テレビ大阪初の自社制作アニメ。
提供スポンサーは桃屋一社提供。そのため、「桃屋ファミリー劇場」という冠が付いている。
前作の続編にあたるが、ストーリーとしては全くのオリジナルである。新キャラであるねずみのマウシィを加えてマーヤたちが暮らす森のなかでの出来事や騒ぎを描いている。またフンコロガシが作っているのが糞玉でなく泥玉だったり、「弱肉強食」の代表のような存在であった蜘蛛のテクラですら森の仲間として暮らしているなど、原作および前作アニメに存在していた「自然界の厳しさ」はなりを潜めている。

#### 声の出演
- マーヤ:秋山るな
- ウイリー:野沢雅子
- フィリップ:沢りつお
- カッサンドラ先生:山田礼子
- アリの隊長:郷田穂積
- マウシー:戸田恵子
- 蝶々夫人・テントウ虫の子供A:鶴ひろみ
- テクラ:上村典子
- プック・テントウ虫の子供B:水倉久美子
- フレダ:三田ゆう子
- テントウ虫の母・チビアリ:中野聖子
- クルト:福士秀樹
- コーロギ・ムカデ・アリの隊員B・タガメ:塩屋浩三
- エフィ:鈴木れい子
- カトリーナ:麻上洋子
- アリの隊員A・ホタル・足長クモ・ミミズのマック:大浜靖

#### スタッフ
- 原作：W・ボンゼルス
- 製作：本橋浩一
- 製作管理：高桑充
- チーフディレクター：上梨みつお
- 作画監督：斉藤起己
- 美術監督：新井寅雄
- 撮影監督：弘野正之
- 音楽：大柿隆
- プロデューサー：増子相二郎
- 制作協力：和光プロダクション、アポロフィルム
- 制作：日本アニメーション、テレビ大阪

#### 主題歌
オープニングテーマ - 『みつばちマーヤの冒険』
歌 - 二科惠子・クラウン少女合唱団 / 作詞・作曲 - 伊勢正三 / 編曲 - 渡辺博也※クラウンレコード
エンディングテーマ - 『おやすみマーヤ』
歌 - 二科惠子・クラウン少女合唱団 / 作詞 - 伊勢正三 / 作曲 - 小山恭弘 / 編曲 - 渡辺博也

#### 各話リスト
| 話数 | 放送日          | サブタイトル                      | 脚本       | 絵コンテ   | 演出       |
| ---- | --------------- | --------------------------------- | ---------- | ---------- | ---------- |
| 1    | 1982年 10月12日 | 牧場の春                          | 三宅直子   | 村田四郎   | 村田四郎   |
| 2    | 10月19日        | 力くらべ                          | 筒井ともみ | 吉田浩     | 秦泉寺博   |
| 3    | 10月26日        | 野外音楽会                        | 雨宮雄児   | 高木厚炎   | 秦泉寺博   |
| 4    | 11月2日         | 空飛ぶマウシィ                    | 中原朗     | 吉田浩     | 石田忠賢   |
| 5    | 11月9日         | チーズ盗難事件                    | 三宅直子   | 吉田浩     | 石田忠賢   |
| 6    | 11月16日        | ノミの風来坊                      | 中原朗     | 吉田浩     | 広川和之   |
| 7    | 11月23日        | マウシィ救出作戦                  | 三宅直子   | 高木厚炎   | 秦泉寺博   |
| 8    | 11月30日        | 牧場のオリンピック                | 中原朗     | 高木厚炎   | 秦泉寺博   |
| 9    | 12月7日         | 大脱走                            | 石田忠賢   | 石田忠賢   | 石田忠賢   |
| 10   | 12月14日        | マーヤのルーツはクレオパトラ?!    | 中原朗     | 秦泉寺博   | 秦泉寺博   |
| 11   | 12月21日        | ブラボー サッカー                 | 雨宮雄児   | 岡崎邦彦   | 秦泉寺博   |
| 12   | 12月28日        | さすらいのウィリー                | 三宅直子   | 吉田浩     | 村田四郎   |
| 13   | 1983年 1月4日   | 遠い星から来た光る生物            | 雨宮雄児   | 吉田浩     | 上梨みつお |
| 14   | 1月11日         | ようこそ命の恩人                  | 三宅直子   | 吉田浩     | 上梨みつお |
| 15   | 1月18日         | スネイル先生は名医                | 中原朗     | 吉田浩     | 秦泉寺博   |
| 16   | 1月25日         | それ行けマウシィ教授              | 三宅直子   | 村田四郎   | 村田四郎   |
| 17   | 2月1日          | 住めば都の物語                    | 雨宮雄児   | 高橋資祐   | 上梨みつお |
| 18   | 2月8日          | 大カブト虫の勇気                  | 雨宮雄児   | 柳弘道     | 上梨みつお |
| 19   | 2月15日         | おかしな大空中戦                  | 三宅直子   | 坂田透     | 坂田透     |
| 20   | 2月22日         | 風のいたずら                      | 中原朗     | 高橋資祐   | 上梨みつお |
| 21   | 3月1日          | カブト虫老人がやって来た          | 雨宮雄児   | 吉田浩     | 岡崎邦彦   |
| 22   | 3月8日          | メルビン兄さん大旋風              | 雨宮雄児   | 布川ゆうじ | 布川ゆうじ |
| 23   | 3月15日         | 世にも不思議な事件                | 三宅直子   | 吉田浩     | 岡崎邦彦   |
| 24   | 3月22日         | ウイリー昼寝に御用心              | 中原朗     | 秦泉寺博   | 秦泉寺博   |
| 25   | 3月29日         | バート・君は空を飛べたね          | 雨宮雄児   | 吉田浩     | 村田四郎   |
| 26   | 4月5日          | カーニバルの訪問者                | 中原朗     | 吉田浩     | 上梨みつお |
| 27   | 4月12日         | 雨降りは劇場が最高                | 中原朗     | 吉田浩     | 斉藤起己   |
| 28   | 4月19日         | ホラ吹きバーニー                  | 雨宮雄児   | 仲晃一     | 斉藤起己   |
| 29   | 4月26日         | マウシイ幻の超特急                | 雨宮雄児   | 仲晃一     | 斉藤起己   |
| 30   | 5月3日          | マウシイ式電話開通                | 雨宮雄児   | 高橋資祐   | 斉藤起己   |
| 31   | 5月10日         | ワナの仕掛けられた 飛行コンテスト | 雨宮雄児   | 高橋資祐   | 斉藤起己   |
| 32   | 5月17日         | 幸せを運ぶコガネ虫                | 三宅直子   | 村田四郎   | 村田四郎   |
| 33   | 5月24日         | ウイリー絶体絶命                  | 三宅直子   | 吉田浩     | 上梨みつお |
| 34   | 5月31日         | お城の中のベアトリス              | 中原朗     | 吉田浩     | 岡崎邦彦   |
| 35   | 6月7日          | マーヤとマウシー宇宙へ行く?       | 中原朗     | 柳弘道     | 上梨みつお |
| 36   | 6月14日         | 大喰いのマービン                  | 中原朗     | 布川ゆうじ | 斉藤起己   |
| 37   | 6月21日         | 青空彫刻大会                      | 三宅直子   | 吉田浩     | 斉藤起己   |
| 38   | 6月28日         | エチケット騒動                    | 三宅直子   | 吉田浩     | 斉藤起己   |
| 39   | 7月5日          | 牧場に水がない                    | 中原朗     | 原征太郎   | 斉藤起己   |
| 40   | 7月12日         | 牧場のギャング団                  | 中原朗     | 上梨みつお | 上梨みつお |
| 41   | 7月19日         | なが～い友達                      | 中原朗     | 高橋資祐   | 上梨みつお |
| 42   | 7月26日         | 女王陛下歓迎パーティー            | 三宅直子   | 吉田浩     | 上梨みつお |
| 43   | 8月2日          | 霧の誘拐事件                      | 中原朗     | 西元晟浩   | 秦泉寺博   |
| 44   | 8月9日          | 星空のファンタジー                | 雨宮雄児   | 大町繁     | 大町繁     |
| 45   | 8月16日         | 体力不足に御用心                  | 中原朗     | 吉田浩     | 岡崎邦彦   |
| 46   | 8月23日         | 牧場から愛をこめて                | 中原朗     | 吉田浩     | 上梨みつお |
| 47   | 8月30日         | まちがい結婚式                    | 中原朗     | 広川和之   | 広川和之   |
| 48   | 9月6日          | 草スキー大会                      | 雨宮雄児   | 吉田浩     | 上梨みつお |
| 49   | 9月13日         | ヨット旅行はSOS                   | 三宅直子   | 高橋資祐   | 上梨みつお |
| 50   | 9月20日         | ウィリー氷をアイス                | 中原朗     | 吉田浩     | 岡崎邦彦   |
| 51   | 9月23日         | 牧場のそばの別世界                | 中原朗     | 布川ゆうじ | 上梨みつお |
| 52   | 9月27日         | 牧場の花祭り                      | 三宅直子   | 上梨みつお | 上梨みつお |

#### 放送局
- テレビ大阪（制作局）
- テレビ東京
- 東北放送（TBS系列）
- 新潟総合テレビ（フジテレビ系列）
- 富山テレビ（フジテレビ系列、本放送終了後の1984年に月曜 - 金曜 7:30 - 8:00にて放送[23]）
- テレビ静岡（フジテレビ系列）
- 東海テレビ（フジテレビ系列・ 第26話で打ち切り）→テレビ愛知（1983年9月開局から）
- 奈良テレビ（独立局）
- 広島ホームテレビ（テレビ朝日系列）
- RKB毎日放送（TBS系列）
- 長崎放送（TBS系列、金曜 17:25 - 17:55に放送）[24]
- 熊本放送（TBS系列）
- 南日本放送（TBS系列、月曜 17:20 - 17:50に放送）[24]

ほか

### 第3作『みつばちマーヤ』
2012年にベルギーのスタジオ100制作、1話あたり13分の短編アニメで全104回放送。作画は3DCGアニメーション。

#### 声の出演
- マーヤ:たなか久美
- ウイリー:中山依里子
- フィリップ:金本涼輔
- カッサンドラ先生:衣嶋志野
- ベン（フンコロガシ）
- マックス（ミミズ）
- モーモ（イモムシ）
- フィリパット（イモムシ）
- ベアトリス（チョウチョ）
- ナイラン（コオロギ）
- グリス（コオロギ）
- ロージー（ハナムグリ）
- ジョン（ハナムグリでロージーの夫）
- シェルビー（カタツムリ）
- ビーズワックス（ミツバチでマーヤたちの住む地域の自治会長）
- ララ（テントウムシ）

#### スタッフ
- 音楽：Fabrice Aboulker
- 制作協力：ZDF・TF1
- 制作：STUDIO100

#### 主題歌
オープニングテーマ
歌 - チューバック・アンジェラ
エンディングテーマ
歌 - チューバック・アンジェラ（但しオープニングの出だしを流用）

#### 各話リスト
1. マーヤの大ピンチ / ウイリーをさがせ
2. 女王さまのおつかい / クマにちゅうい
3. マックスをすくえ! / かげえあそび
4. はらぺこモンスター / モーモの大へんしん
5. ねむれるハチたち / ねむれないメッセージ
6. おうちをさがして / ハチダンス
7. 王さまウィリー / よるにさく花
8. チョウチョのハネ / いなくなった女王さま
9. ボールをつくろう / バッタのあいさつ
10. ハサミのめいじん / あかちゃんのおもり
11. おばあちゃんのぼうけん / とぶテスト
12. ハサミのめいじん / あかちゃんのおもり
13. 女王のケーキ / けむしのこうしん
14. ミツをとりもどせ！ / シェルビーのゆめ
15. かふんドロボウ / 花をさかせよう
16. マックスのひとめぼれ / びょうきのテクラ
17. 原っぱのロック / ねむれないマックス
18. やさしいスズメバチ / ウィリーのひっこし
19. ララのてんきよほう / なぞのタマゴ
20. フンボールをさがせ / きえるたいよう
21. マーヤのたんじょう / マーヤのたびだち
22. ヘンリーのこや / オバケやしき
23. ハチの日 / トンボのコーチ
24. 女王さまのつえ / クワガタ・レスリング
25. エドガーのぼうけん / オケラのモリー
26. バリーのめがね / 先生のくしゃみ
27. たからのちず / マーヤたいちょう
28. ラズベリーはどこ？ / ありがとうスズメバチ
29. すねたウィリー / あたらしい女王
30. 原っぱのハーモニー / アリのウィリー
31. にじ色のかふん / はらぺこカエル
32. トンボたくはいびん / コンテスト
33. よるの原っぱ / あたらしい友だち
34. シェルビーのへんしん / ごえいのウィリー
35. さいこうのお花 / いじわるウィリー
36. カシの木とトリュフ / いたずらジグ
37. ハサミムシなんてこわくない / ドックとバイオリン
38. 空からきたもの / カラカラなめくじ
39. とくべつなかふん / マーヤにプレゼント

## 劇場版
ドイツとオーストリアの共同製作によるフルCGアニメーション映画『MAYA THE BEE MOVIE』が製作され2015年から公開されている。日本国内では『みつばちマーヤの大冒険』のタイトルで2016年9月3日に公開。
キャラクターデザインは、日本テレビアニメ版のものを踏襲している。また、ウイリー役の野沢と女王役の沢田が日本テレビアニメ版から続投している。

### 声の出演
- マーヤ:春名風花
- ウイリー:野沢雅子
- スティング:柿原徹也
- 女王:沢田敏子
- バズリーナ:西墻由香
- フィリップ:小林裕介
- クロウリー:落合福嗣
- カッサンドラ:山田悠希
- ハンク:砂山哲英
- アーニー：スギちゃん[29]
- バーニー：ダンディ坂野[29]

### スタッフ
- 監督:アレックス・ステイダーマン
- 原作:W・ボンゼルス
- 脚本:マーカス・ザウアーマン
- プロデューサー:パトリック・エルメンドルフ、トルステン・ヴェゲナー、ジム・バランタイン、バーバラ・スティーヴン
- 制作:スタジオ100メディア、バズ・スタジオ

### 日本語版主題歌
エンディングテーマ
『マーヤ ダンス』
歌 - 竹村愛弓 / 作詞 - ゲルト・フェルフルスト、ハンス・バーボン / 作曲 - ヨハン・ヴァンデン・エイード / 訳詞 - 相澤圭介

## 備考
- 証券保管振替機構（ほふり）のイメージキャラクターである[30]。
- 日本アニメーション25周年記念特別企画のOVAではマーヤとウイリーが新作アニメで日本アニメーションの作品を紹介している。その時の声優にマーヤ役に西原久美子、ウイリー役にこおろぎさとみが担当している。